# تاریخ مصر در دوره ایرانی
مصر در زمان هخامنشیان مودرایه خوانده می‌شد. کوروش همواره در پی آن بود که پس از فتح بابل، مصر را نیز فتح کند، زیرا اخباری از تصمیم آمازیس دوم، فرعون دودمان بیست و ششم برای حمله به پارس به گوش می‌رسید. کوروش در پی تجهیز کردن ارتش خود و تصرف مصر، بر دلیل کهنسالی چشم از جهان فروبست.
پس از مرگ کوروش، پسر بزرگش کمبوجیه دوم از راه خشکی و با همکاری کاهنان معبد آمون، به مصر لشکر کشید. در همین زمان بود که آمازیس دوم لایق از دنیا رفت و فرزندش پسامتیخ سوم که فردی ناشایسته و بی تجربه بود بر تخت مصر نشست. رویارویی ارتش ایران و مصر نهایتاً به پیروزی کمبوجیه انجامید و ممفیس فتح شد. از آن پس مصر برای دوران نزدیک به ۲۰۰ سال جزء قلمرو هخامنشیان بود تا این که اسکندر مقدونی به ایران تاخته و سلسله هخامنشیان منقرض شد. از خدمات دولت هخامنشی به مردم مصر می‌توان حفر کانال سوئز را در دوران داریوش بزرگ نام برد، که تحولی در دریانوردی دوران باستان پدیدآورد.
چند صد سال بعد یعنی در دوران سلطنت خسروپرویز ساسانی، در جریان جنگ‌های ایران و روم، مصر فتح شده و مدت ده سال جزء قلمرو ساسانیان به حساب می‌آمد.